# Список парнокопытных Волгоградской области
Фауна млекопитающих Волгоградской области включает 6 представителей отряда парнокопытных. В их число входит лось — самое крупное дикое животное региона.

## ОтрядПарнокопытные(Artiodactyla)
| Семейство Свиньи (Suidae)      |                                          | |
| Род Кабаны (Sus)               |                                          | |
| Подкормка                      | Кабан (Sus scrofa)                       | |
| Семейство Оленьи (Bovidae)     |                                          | |
| Род Настоящие олени (Cervus)   |                                          | |
|                                | Благородный олень (Cervus elaphus)       | Редок на территории Волго-Ахтубинской поймы. |
|                                | Пятнистый олень (Cervus nippon)          | |
| Род Косули (Capreolus)         |                                          | |
| Косуля в Камышинском районе    | Европейская косуля (Capreolus capreolus) | Редка на территории Волго-Ахтубинской поймы. |
| Род Лоси (Alces)               |                                          | |
|                                | Лось (Alces alces)                       | Предпочитают пойменные леса с участками молодой древесной поросли. Редко встречается по северу области. Почти уничтожен браконьрами в Волго-Ахтубинской пойме. Живут небольшими группами по 5-6 особей, иногда до 20. В мае-июне на свет появляются 1-2 лосёнка. Совершают большие переходы в поисках пищи. Питаются частями деревьев, трав и кустарников. |
| Семейство Полорогие (Cervidae) |                                          | |
| Род Сайги (Saiga)              |                                          | |
|                                | Сайга (Saiga tatarica)                   | Очень редкое и прекрасное животное, многочисленные стада которого когда-то паслись на территории региона. По данным 1962 года (Книга «Животный мир Волгоградской области».) на территории области ежегодно добывалось несколько десятков тысяч сайгаков.                                                                                                   |

## Взаимоотношения с человеком
Площадь ООПТ на территории региона составляет менее 10 % в то время как площадь охотничьих угодий занимает 83 % территории области. Иными словами — большая часть региона является охотничьими угодьями человека (Homo sapiens), на которой парнокопытные (Artiodactyla) воспринимаются им как добыча. С юридической точки зрения парнокопытные в охотничьих угодьях воспринимаются как ресурс принадлежащий человеку и не имеют собственных прав. Регулирование численности популяций происходит в соответствии с приказом от 30 апреля 2010 года № 138 «Об утверждении нормативов допустимого изъятия охотничьих ресурсов и нормативов численности охотничьих ресурсов в охотничьих угодьях».